# Hornera lichenoides
Hornera lichenoides är en mossdjursart som först beskrevs av Carl von Linné den yngre 1758.  Hornera lichenoides ingår i släktet Hornera och familjen Horneridae. Arten är reproducerande i Sverige. Utöver nominatformen finns också underarten H. l. reticulata.